# Deportivo Internacional
Deportivo Internacional ist ein ehemaliger mexikanischer Fußballverein aus der Stadt Irapuato im Bundesstaat Guanajuato.

## Geschichte
Der Verein wurde um 1919 von den in Spanien geborenen Brüdern Sebastián und Pedro Martínez Vázquez gegründet, kurz nachdem diese sich in der Stadt niedergelassen hatten.
Mit der Gründung von Internacional kam der Fußball in Irapuato richtig in Schwung und die Inter-Mannschaft vertrat die Stadt bei der in der Saison 1920/21 von der Liga Mexicana veranstalteten Fußballmeisterschaft, an der außerdem die Hauptstadtvereine Asturias, México und Germania (der spätere Sieger) sowie der im Bundesstaat Morelos beheimatete Club Morelos teilnahmen.
Bereits wenige Jahre später wurde im Bundesstaat Guanajuato die erste Staatsmeisterschaft ins Leben gerufen, die zunächst nur zwischen Vereinen aus den Städten Irapuato und León ausgetragen wurde. Im 1928 ausgetragenen Finale dieses Wettbewerbs standen sich Internacional und der Stadtrivale Deportivo Irapuato gegenüber. In diesem Spiel, das Deportivo Irapuato mit 1:0 gewann, trat die in rot-weiß gestreiften Trikots, weißen Hosen und schwarzen Stutzen spielende Inter-Mannschaft in folgender Formation an: Sebastián Martínez (Tor) – Roberto Brunel, Adolfo Bazdresch (Verteidiger) – Jesús Vaca, Manuel Ezeta, Florentino Barrios (Mittelfeld) – Luis „Picho“ Alfaro, Basilio Barrios, Ramón Covarrubias, Francisco Garmendia, Pedro Martínez (Angriff).
Es ist anzunehmen, dass der Verein, der in späteren Statistiken nicht mehr auftaucht, bald darauf aufgelöst wurde. Von seinem Gründer Sebastián Martínez ist bekannt, dass er später als Schiedsrichter fungierte (er leitete das Finale um die Staatsmeisterschaft des Jahres 1933, das Deportivo Irapuato mit 3:1 gegen Unión de Curtidores gewann) und danach Vorstandsmitglied bei der Federación del Centro und beim Club León war.